# Anadolu Hisarı

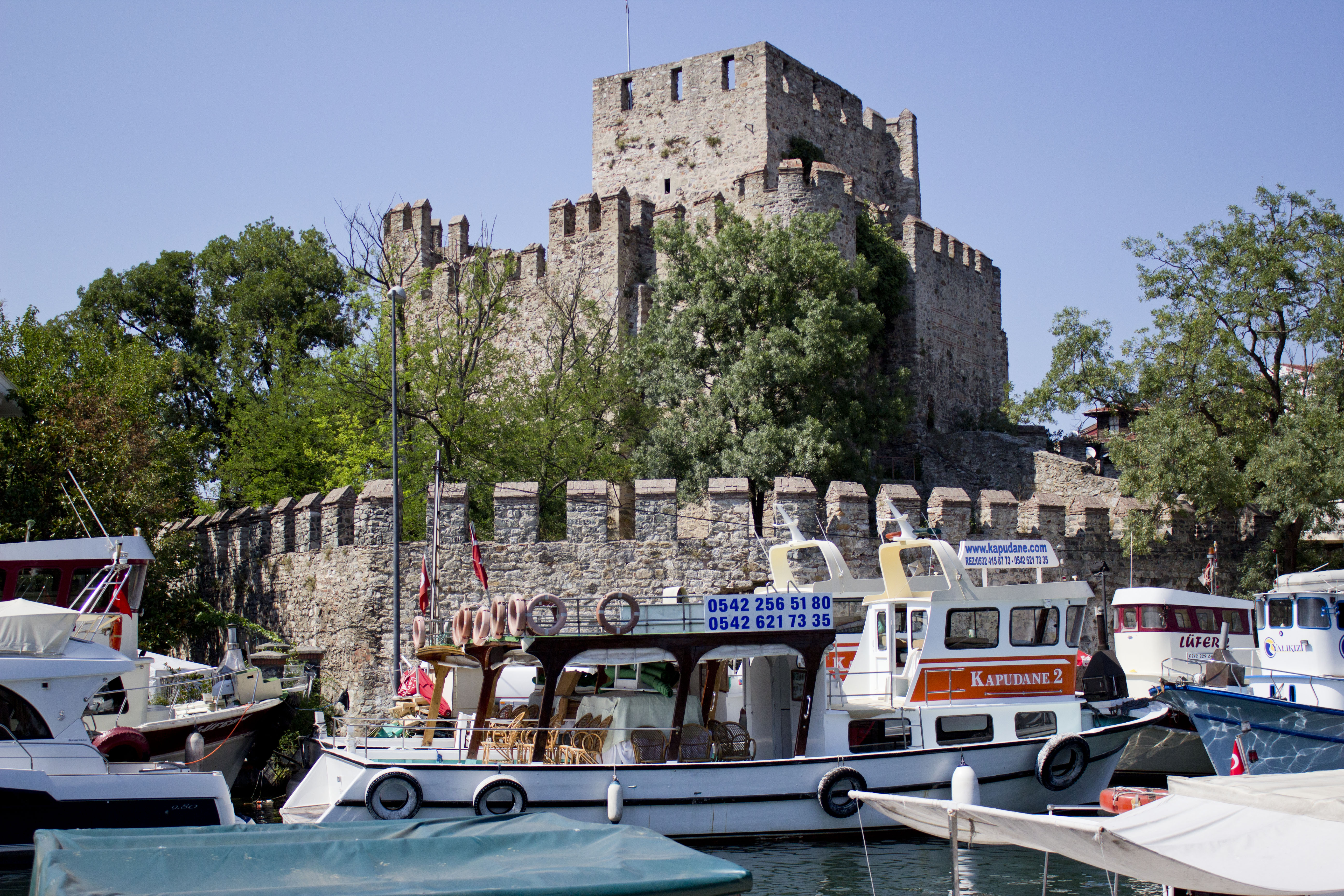
Anadolu Hisarı

Anadolu Hisarı – forteca w Stambule w Turcji, położona po azjatyckiej stronie Bosforu. Zwana była również Yenice Hisar (Nowa Forteca) oraz Güzelce Hisar (Piękna Forteca).
Została zbudowana w 1394 za panowania sułtana Bajazyda I Błyskawicy, przygotowującego atak na Konstantynopol, by bezpiecznie przeprawić żołnierzy na europejską stronę Bosforu oraz by zablokować zaopatrzenie Konstantynopola z Morza Czarnego (głównie z kolonii Trabzon). Twierdza posiada dwumetrowe mury z blankami oraz jedną główną wieżę. Ma powierzchnię 7000 m² i jest położona w najwęższym punkcie Bosforu. W XVII w. dobudowano meczet. Forteca do XIX w. służyła jako więzienie. 
W latach 1991–1993 Ministerstwo Kultury odrestaurowało obiekt. Utworzono tu muzeum, ale nie jest ono udostępnione dla zwiedzających.